# Calcinea
Sous-classe
Les Calcinea sont une sous-classe d'animaux de l'embranchement des éponges (les éponges sont des animaux sans organes ou appareils bien définis).

## Liste des ordres
La sous-classe Calcinea ne contient qu'un ordre :
- Clathrinida Hartman, 1958

Les ordres suivants sont considérés comme des synonymes de Clathrinida :
- Asconosa De Laubenfels, 1936
- Leucettida Hartman, 1958
- Murrayonida Vacelet, 1981